# Die Unternehmung
Die Unternehmung: Swiss journal of business research and practice ist eine wissenschaftliche Fachzeitschrift für Betriebswirtschaftslehre.
Zielgruppe sind Studenten, Hochschullehrer und Praktiker. Die Zeitschrift ist ein Organ der Schweizerischen Gesellschaft für Betriebswirtschaft und wird vierteljährlich im Nomos Verlag herausgegeben. Zum Herausgeberkreis gehören Artur Baldauf, Manfred Bruhn, Markus Gmür, Günter Müller-Stewens, Margit Osterloh, Dieter Pfaff, Wolfgang Stölzle und Martin Wallmeier.
Die Zeitschrift erschien von 1947 bis 2004 im Haupt Verlag in Bern/Stuttgart/Wien und von 2005 bis 2010 im Versus Verlag in Zürich. Bis 2008 wurde sie zweimonatlich herausgegeben. Anfangs war die Vereinigung Schweizerischer Betriebswirtschaftler beteiligt.
Die Artikel unterliegen einem Peer-Review (doppelt blind).